# Macrobrachium michoacanus
Macrobrachium michoacanus är en kräftdjursart som beskrevs av Nates och Villalobos 1990. Macrobrachium michoacanus ingår i släktet Macrobrachium och familjen Palaemonidae. Inga underarter finns listade i Catalogue of Life.